# Riñón artificial

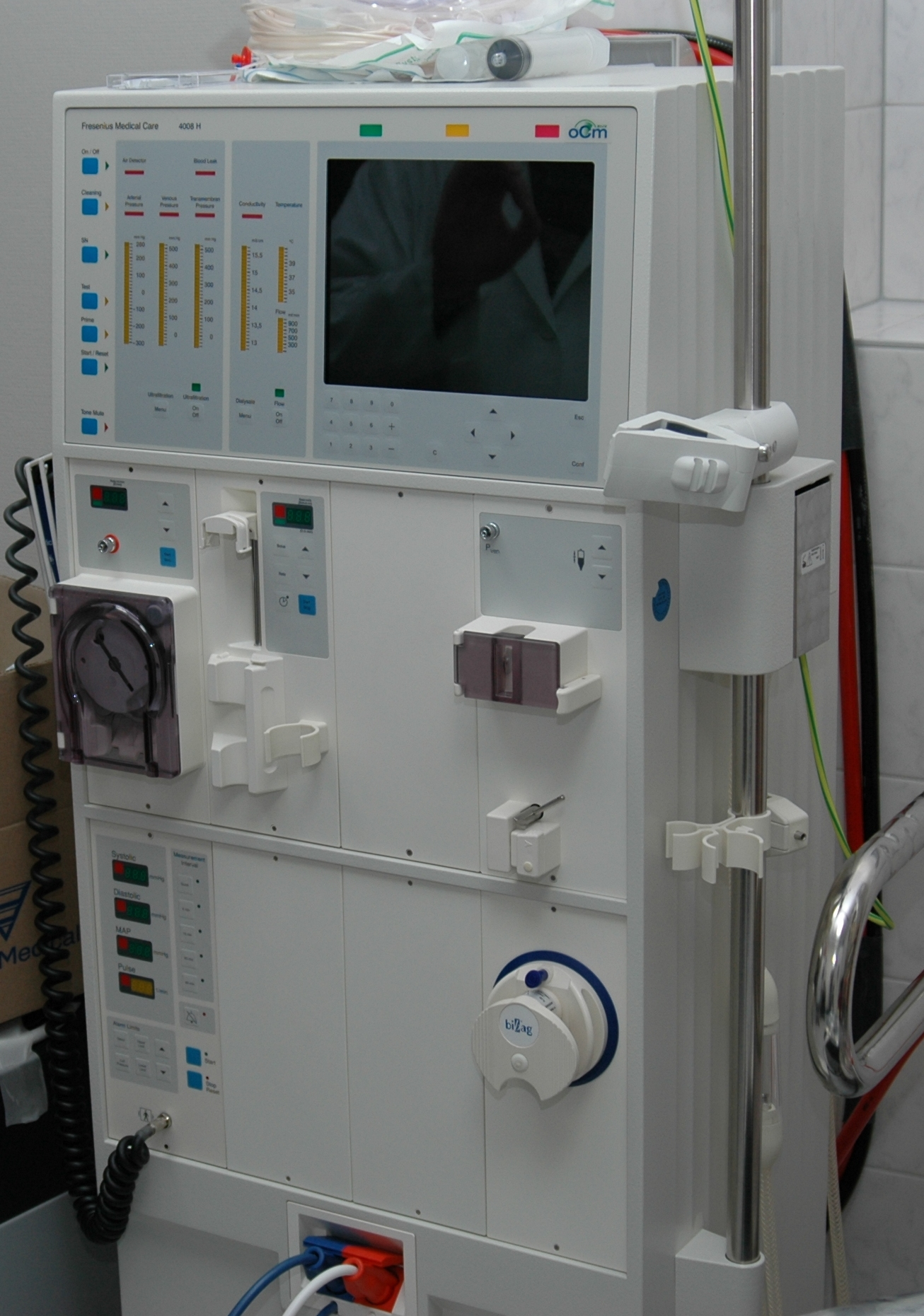
Máquina de hemodiálisis.

El riñón artificial es un sistema que sustituye la función de los riñones en caso de insuficiencia renal aguda o crónica.
Los riñones sanos eliminan de forma continua sustancias tóxicas, sales y otros elementos que son dañinos para el organismo. Disueltas en el agua contenida en el cuerpo, estas sustancias son excretadas en forma de orina. Cuando por enfermedad o trauma los dos riñones dejan de cumplir esta función durante un tiempo limitado (fallo renal agudo), o bien de forma definitiva (fallo renal crónico), se hace necesario reemplazar la función de los riñones mediante un proceso artificial llamado diálisis, palabra que significa depuración, en la que se saca la sangre del paciente, se limpia en una máquina destinada para este propósito para finalmente devolverla al torrente sanguíneo. O mediante diálisis peritoneal, utiliza una membrana natural -el peritoneo- como filtro. El fluido de diálisis se introduce en la cavidad peritoneal a través de un pequeño tubo flexible que previamente se implantó en el abdomen de forma permanente, en una intervención quirúrgica menor. Parte de este tubo, o catéter, permanece fuera del abdomen. Los pacientes crónicos son sometidos a un programa de diálisis, que idealmente termina después de un tiempo no muy prolongado, para lo cual es necesario que se haya localizado un riñón adecuado para ser trasplantado. En tanto no se encuentre un riñón idóneo, el paciente debe seguir el tratamiento, el cual hoy en día puede realizarse sin excesivas complicaciones durante un periodo de tiempo prácticamente ilimitado.

## El riñón artificial
Desde los años 70 se utilizan riñones artificiales, que han sido perfeccionados considerablemente a lo largo del tiempo transcurrido desde su aparición. La diálisis por este sistema se denomina hemodiálisis (hemo en griego significa "sangre"). En este procedimiento se crea un circuito externo a través del cual fluye la sangre corporal. Mediante un filtro se extraen las sustancias que interesa eliminar del organismo, y a continuación la sangre vuelve al cuerpo. Después de unas cuatro horas de tratamiento la concentración de estas sustancias en el cuerpo ha bajado suficientemente, de manera que el paciente puede volver a realizar su vida normal. Deberá volver a los dos o tres días, ya que para mantener el cuerpo en las debidas condiciones, es preciso que se someta a la hemodiálisis tres veces por semana durante unas cuatro horas cada vez.

## Descripción del riñón artificial
El riñón artificial consta básicamente de un aparato, un dializador, un líquido concentrado, unos tubos para la circulación externa de la sangre, y unos dispositivos de acceso a los vasos sanguíneos.

### Aparato
Cumple la función de bombear la sangre a través de los tubos de circulación externa, de mezclar el líquido concentrado con agua para obtener la dilución adecuada, y de monitorizar las constantes esenciales durante todo el proceso.

### Dializador
Es un recipiente cilíndrico de unos 40 cm de largo, dentro del cual hay un número muy elevado de finos capilares semipermeables. La sangre fluye por el interior de estos capilares, mientras que por fuera fluye el líquido de diálisis, es decir el concentrado diluido. En base al principio de difusión y convección, las sustancias a eliminar de la sangre pasan a través de estos capilares y son absorbidas por el líquido. El dializador es pues el elemento principal de la hemodiálisis, ya que es el dispositivo en el que se realiza la filtración de la sangre.

### Líquido concentrado
Se suministra en una relación de 1/35, es decir, que debe ser diluido 35 veces. En la hemodiálisis se utiliza líquido concentrado ya que la cantidad de líquido que se consume en una sesión es muy considerable. Si los laboratorios fabricantes tuviesen que suministrar el líquido diluido en la proporción 1/1, o sea lista para su uso, se crearían problemas considerables de transporte y almacenamiento. El líquido contiene unas sales y minerales que le dan el valor osmótico propio del cuerpo en condiciones normales. De esta manera, al absorber las toxinas y demás sustancias a eliminar, el líquido diluido no absorbe también las sales y los minerales que deben permanecer en el cuerpo del paciente, ya que tanto el líquido como la sangre de éste tienen la misma concentración de sales y minerales.

### Tubos para la circulación externa de la sangre
Uno de ellos transporta la sangre desde la vena por la que sale del cuerpo, a través de la bomba hasta el dializador. El otro lleva la sangre desde el dializador, de nuevo por la bomba, hasta la vena por la que la sangre retorna al organismo.

### Dispositivos de acceso a los vasos sanguíneos
Es uno de los aspectos más delicados de la hemodiálisis. Sobre todo en pacientes que están sometidos al tratamiento durante años, los vasos sanguíneos se resienten considerablemente como consecuencia de las frecuentes punciones. Por este motivo se utilizan agujas especialmente pulidas, para ocasionar el mínimo desgarro, o bien se implantan tubos externos de silicona, los llamados shunts, que conducen la sangre desde una arteria hasta una vena por fuera de la piel, y que sirven para puncionar en ellos cada vez que se realiza una diálisis.

## Centros de diálisis
El tratamiento se realiza preferentemente en los llamados "clubs de diálisis", unidades que cuentan con los médicos y las enfermeras necesarios, pero que no están integrados en un hospital. Eso se hace para que los pacientes se sientan menos como enfermos, y también para evitar los altos costes de los departamentos hospitalarios. En los Clubs de Diálisis se atiende una media de 50 pacientes al mismo tiempo. Casos agudos o casos especialmente graves se tratan en el hospital. Por otra parte también existe la hemodiálisis domiciliaria, en la que el paciente se dializa en su domicilio, para lo cual dispone del equipo y material necesario y uno o varios familiares que han sido entrenados para atenderle.